# Luba-rijk
Het Luba-rijk was een prekoloniale Centraal-Afrikaanse staat die ontstond in de moerassige graslanden van de Kamalondo-depressie in het huidige zuiden van de Democratische Republiek Congo.
Archeologisch onderzoek toont aan dat de Upemba-depressie al sinds minstens de 4e eeuw na Christus continu bewoond was. In de 4e eeuw werd de regio bewoond door boeren die met ijzer werkten. Door de eeuwen heen leerden de mensen in het gebied netten en harpoenen gebruiken, uitgeholde kano’s maken en kanalen door moerassen aanleggen.
Ze ontwikkelden ook technieken om vis te drogen, wat een belangrijke eiwitbron was, en begonnen deze gedroogde vis te verhandelen met de bewoners van de eiwitarme savanne.
Tegen de 6e eeuw woonden vissers aan de oevers van meren, bewerkten ze ijzer en dreven ze handel in palmolie.
In de 10e eeuw was de economie van de Upemba-bevolking diverser geworden, met een combinatie van visserij, landbouw en metaalbewerking. Metaalbewerkers waren afhankelijk van handelaren die hen koper en houtskool leverden voor het smeltproces. Handelaren exporteerden zout en ijzeren voorwerpen en importeerden glazen kralen en kaurischelpen uit de verre Indische Oceaan. In deze periode begon sociale stratificatie en bestuur zich te ontwikkelen.
Tegen de 14e eeuw waren de bewoners van de regio georganiseerd in verschillende succesvolle landbouw- en handelsgemeenschappen. Het proces van samenvoeging van deze gemeenschappen kwam langzaam op gang, waarschijnlijk door de toenemende concurrentie om schaarser wordende hulpbronnen. "Heren van het land" hadden priesterlijke rollen vanwege hun speciale band met de geesten van het land en werden breed erkend, met invloed over meerdere dorpen. Zo bestuurden ze in feite embryonale koninkrijken. Naarmate geslachten groeiden, werd autoriteit op opportunistische wijze geabsorbeerd of met geweld overgenomen, wat leidde tot de vorming van staten.

## Mondelinge geschiedenis
De mondelinge overleveringen van het Luba-Katanga beginnen met een man genaamd Kyubaka Ubaka (letterlijk "Maker van hutten") en een vrouw genaamd Kibumba Bumba (letterlijk "Pottenbakster"), die ten oosten van de bovenloop van de Kongorivier woonden. Zij kregen een tweeling: een jongen genaamd Kyungu en een meisje genaamd Kibange. In de daaropvolgende generaties werden dezelfde namen herhaald. Met elke generatie trokken mensen westwaarts totdat ze de landen van de Luba bereikten.
Een afstammeling uit deze lijn, genaamd Mwamba, nam de naam Nkongolo aan (letterlijk "De regenboog"). Hij had een rode huidskleur en stond bekend om zijn wreedheid. Hij gebruikte een krom mes, een nkololo, om mensen te verminken. Nkongolo heerste over veel mensen als een mukalanga (een veroveraar/zelfbenoemde heerser, in tegenstelling tot een mulopwe, een heilige koning). Zijn hoofdstad was Mwibele, nabij het Boyameer.
Op een dag was Mbidi Kiluwe (letterlijk "Mbidi de jager"), afkomstig uit het oosten, op zoek naar zijn jachthond. Hij stak de Lomamirivier over en zijn volgelingen stichtten de koninkrijken Lukungu en Mutombo Mukulu. Bij de Lunda verwekte hij een kind genaamd Mwata Yamvo. Later trok Mbidi verder naar Mwibele, waar Nkongolo hem uitnodigde om te blijven. Van Mbidi leerde Nkongolo hoe een heilige koning zich behoorde te gedragen, zoals het vermijden van eten in het zicht van anderen. Maar op een gegeven moment beledigde Nkongolo per ongeluk Mbidi, waarna deze besloot terug te keren naar het oosten.
Nkongolo’s zussen, die als echtgenotes aan Mbidi waren gegeven, waren beiden zwanger. Mbidi vertelde de zussen en de god Mijibu Kalenga dat een zwart kind van hem zou zijn, terwijl een rood kind van Nkongolo zou zijn. Hij vertrouwde Mijibu Kalenga de zorg voor zijn kind toe. Bij zijn terugkeer stak hij de Congorivier over en beval de veerman alleen een zwart kind, en geen rood, over te laten steken.
Een van de zussen beviel van een zwart kind, genaamd Kalala Ilunga (letterlijk "Ilunga de krijger"). Hij was buitengewoon begaafd en werd bekend als een atleet en jager. Nkongolo daagde Ilunga uit voor een spel genaamd masoko, vergelijkbaar met knikkeren. Met hulp van Mijibu Kalenga won Ilunga. Daarna speelden ze bulundu, een spel waarbij een latexbal werd geschopt, en Ilunga won opnieuw. Nkongolo’s moeder lachte hem uit, waarop hij haar levend liet begraven.
Ilunga zag zwarte mieren termieten verslepen, wat hij als een teken beschouwde om oorlog te voeren. Hij doodde enkele mannen van Nkongolo. Toen Ilunga op pad was om belasting te innen, zette Nkongolo een valstrik om hem te doden. Met de hulp van een trommelaar ontdekte Ilunga de val en vluchtte naar het oosten, waar hij de Kongorivier overstak. Nkongolo achtervolgde hem, maar de veerman verborg de kano’s.
Ilunga verzamelde een leger uit het rijk van zijn vader en keerde terug. Nkongolo probeerde een versterkt eiland te bouwen, maar vluchtte uiteindelijk. Ilunga en zijn mannen namen Nkongolo gevangen en executeerden hem, waarbij ze zijn hoofd en geslachtsdelen begroeven in een heilige mand. De mand werd naar het rijk van Ilunga’s vader gebracht en begraven. Op die plek groeide een mierenhoop, wat werd geïnterpreteerd als een teken dat Nkongolo daar wilde blijven, waardoor het de eerste heilige nederzetting (kitenta) werd.
Ilunga vestigde een hof in Mwilunde en nam de titel Mwine Munza ("Heer van Munza") aan. Er werd vanuit het hele land belasting geïnd en geen enkele regio bleef buiten zijn gezag. Hij doodde de meeste van zijn kinderen, op twee jongens na: Kazadi Milele en Ilunga Mwila, die bedekt was met dierlijk haar. Mwine Munza wilde Ilunga Mwila laten doden, maar deze werd verborgen in Bisonge, bij de zuidelijke grens met de Songye. Kazadi stierf per ongeluk en werd een kitenta. Mwine Munza was teleurgesteld dat hij geen erfgenaam had om het heilige koningschap voort te zetten. Toen Ilunga Mwila werd teruggebracht, was hij dolblij en bij zijn dood volgde Ilunga Mwila hem op.
"Ilunga de Lelijke" regeerde maar kort en werd opgevolgd door Kasongo Mwine Kibanza ("Kasongo heer van Kibanza"), waarbij Kalongo een kitenta werd. Kasongo had vier lichamelijk afwijkende kinderen, die uitgesloten werden van de troonopvolging. Zijn eerste normale zoon, Ilunga Mpunji, werd betrapt met Kasongo’s hoofdvrouw en beide werden verdronken. Een andere zoon stierf uit verdriet. Hun geesten terroriseerden de bevolking, maar Kasongo raadpleegde de waarzegger van de geest Nkulu en doodde hen.
Kasongo Bisonwe was de zoon van de overleden zoon en werd de favoriet van zijn grootvader. Hij werd als opvolger aangewezen en beschermd tegen de wraak van zijn ooms. Na de dood van Kasongo Mwine Kibanza ontstond een dynastiek conflict. Andere troonpretendenten stierven—een door een slangenbeet, een door een luipaardaanval. Kasongo Bisonwe, nu Kasongo Kabundulu, versloeg een andere tegenstander in de strijd en werd heerser. Kabanda werd zijn kitenta.
Volgens de historicus Thomas Reefe is de nauwkeurigheid van dit verhaal en het bestaan van bepaalde figuren, zoals Kolongo, Kalala en Ilunga, twijfelachtig. Reefe beschouwt de overleveringen over de stichting van Luba als mythische vertellingen, maar Congolese historici houden vol dat ze gebaseerd zijn op historische gebeurtenissen.

## Keizerrijk

### Regering
Het succes van het Luba-rijk was grotendeels te danken aan de ontwikkeling van een bestuursvorm die zowel duurzaam als flexibel was. Dit bestuurssysteem was sterk genoeg om opvolgingsgeschillen te doorstaan en flexibel genoeg om buitenlandse leiders en regeringen te integreren. Het Luba-model van bestuur was zo succesvol dat het werd overgenomen door het Lunda-rijk en zich verspreidde over de regio die tegenwoordig Noord-Angola, het noordwesten van Zambia en het zuiden van de Democratische Republiek Congo omvat.
Wet en orde werden gehandhaafd door de koning, bekend als de Mulopwe ("heilige koning"), met de steun van een hof van edelen, de Bamfumus. De koningen regeerden over hun onderdanen via clanvorsten, de Balopwe. De diverse bevolkingsgroepen binnen het Luba-rijk waren verbonden door de Bambudye, een geheime genootschap dat de herinnering aan de Luba levend hield en kennis verspreidde door het hele rijk.

### Koningschap
Volgens de Mbudye-traditie stamden alle heersers van het Luba-rijk af van Kalala Ilunga, een mystieke jager die wordt gecrediteerd met het omverwerpen van Kongolo Mwamba. Deze figuur wordt ook toegeschreven aan de introductie van geavanceerde ijzersmeedtechnieken bij de Luba-volken. Luba-koningen werden na hun dood als godheden vereerd, en de dorpen van waaruit zij regeerden, veranderden in levende heiligdommen gewijd aan hun nalatenschap.
Het Luba-kerngebied was bezaaid met deze heilige plaatsen. Centraal in de Luba-regalia voor koningen en andere edelen stonden de mwadi, vrouwelijke incarnaties van de voorouderlijke koningen. Staven, hoofdkussens, boogstandaarden en koninklijke zetels met deze figuren symboliseerden zowel de goddelijke status van de heerser als de verfijning van zijn hof.

### Mbudye
Het Luba-rijk had officiële 'mannen van herinnering' die deel uitmaakten van een groep genaamd de Mbudye. Zij waren verantwoordelijk voor het bewaren van de mondelinge geschiedenis van koningen, hun dorpen en de gebruiken van het land. Vergelijkbare functionarissen van dit type zijn te vinden in naburige koninkrijken zoals Kuba en Lunda.

### Economie
De lokale economie leidde tot de ontwikkeling van meerdere kleine Luba-koninkrijken. Luba-handelaars verbonden het Congolese regenwoud in het noorden met de mineraalrijke regio in het centrum van het huidige Zambia, bekend als de Kopergordel. De handelsroutes die door het Luba-gebied liepen, waren tevens verbonden met bredere netwerken die zich uitstrekten tot zowel de Atlantische als de Indische Oceaankust.
Met de vorming van het Luba-rijk werd de economie complex en gebaseerd op een tribuutsysteem, waarbij landbouw-, jacht- en mijnbouwproducten werden herverdeeld onder de adel. De heersende klasse had een vrijwel monopolie op handelsgoederen zoals zout, koper en ijzererts. Dit stelde hen in staat hun dominantie over een groot deel van Centraal-Afrika te handhaven.

### Kunst en geloof
Net als in het Koninkrijk Kuba werd kunst in het Luba-rijk hoog gewaardeerd. Houtsnijders genoten een relatief hoge status, wat werd gesymboliseerd door een dissel (hakbijl) die zij over de schouder droegen. Luba-kunst varieerde door het uitgestrekte grondgebied van het koninkrijk, maar vertoonde enkele gemeenschappelijke kenmerken. De belangrijke rol van vrouwen in scheppingsmythen en de politieke samenleving leidde ertoe dat veel prestigieuze voorwerpen versierd werden met vrouwelijke figuren.
Hoofdsteunen en staven speelden een belangrijke rol in geloofssystemen over profetische dromen en voorouderverering. Dromen werden gezien als boodschappen uit het hiernamaals. Daarom was het gebruikelijk om twee priesteressen op een hoofdsteun af te beelden, waarop men sliep. Luba-staven, meestal eigendom van koningen, dorpshoofden of hofwaardigheidsbekleders, waren vaak versierd met dubbele of gepaarde vrouwelijke figuren. Alleenstaande figuren op kunstwerken, met name op staven, vertegenwoordigden overleden koningen, wier geesten in het lichaam van een vrouw werden gedragen.
Binnen de Luba-genealogie verschijnt de naam "Nkole" aan het hoofd van elke stamboom. Dit is een eretitel met de letterlijke betekenis "de wezenlijk machtige". De titel werd gegeven aan de drie meest verre voorvaders en symbolisch opgenomen in alle genealogieën.
In de Baluba-traditie is een kasala een goed gedefinieerde vorm van leuzen in vrije-vers poëzie. Deze worden gereciteerd of gezongen, soms met instrumentale begeleiding, door professionele specialisten, zowel mannen als vrouwen. Een kasala dramatiseert publieke gebeurtenissen die sterke emoties oproepen, zoals moed in de strijd, collectieve vreugde bij officiële gelegenheden en rouw bij begrafenissen. Qua stijl en inhoud is de kasala een veelzijdig genre dat gezegden, mythen, fabels, raadsels, verhalen en historische vertellingen omvat.

## Latere uitbreiding en hoogtepunt
Het Konkrijk Luba breidde zijn invloed sterk uit in de periode van 1700-1860. Deze uitbreiding gebeurde via tribuutstelsels, waarbij Luba-legers zich richtten op dichtbevolkte regio’s (meestal onder kleinere staten met minder militaire weerstand) om schatting af te dwingen voor de keizer. In de 18e eeuw vielen de Luba groepen van het Songyevolk binnen, maar veroverden hen niet, en consolideerden hun macht ten noorden van de Upemba-depressie. Tijdens deze periode lag de nadruk op handel en tribuutinning in plaats van op gebiedsverovering.
In de 19e eeuw begonnen de Luba hun buren binnen te vallen om hun eigen vazalgebieden op te richten. Ze probeerden eerst westwaarts het Koninkrijk Kanyok en het Koninkrijk Kalundwe te onderwerpen, bufferstaten tussen Luba en Lunda, maar deze pogingen mislukten. In plaats daarvan richtten ze zich op minder gecentraliseerde regio’s, vooral ten oosten en zuiden van Luba. Ze vestigden cliëntstaten die bekend stonden als "vuurkoninkrijken" – vazalkoninkrijken aan de Luba-grens die de heilige koninklijke vuurkolen van de Luba-koningen ontvingen (en vaak als hun gelijken werden beschouwd). Echter, het vuur "doofde" bij de dood van de koning, wat betekende dat hun status als "vuurkoninkrijk" alleen voortduurde gedurende het bewind van de koning.
- Vuurkoninkrijk Kyombo Mkubwa: Gesticht door een van de zonen van koning Ilunga Sungu ergens vóór 1810, tussen de rivieren Lukuga en Luvua in de landen van de Hemba en Tumbwevolk
- Vuurkoninkrijk van Buki: Gesticht rond de vele gedecentraliseerde Songye Chefferieën in het begin van de 19e eeuw, opereerde Buki aan beide zijden van de Kongorivier in de noordelijke grens van Luba.
- Chefferie Katondo: Katondo vestigde een Chefferie rond de landen van de Zela, ten noordwesten van het Mwerumeer na Luba's oorlog met Kazembe. Ze kregen de koninklijke sintels van koning Ilunga Kabale in het midden van de 19e eeuw.

## Verval
Uiteindelijk leidde de handel over grote afstanden tot de ondergang van het Luba-rijk. In de jaren 1870 en 1880 gingen handelaren uit Oost-Afrika op zoek naar slaven en ivoor in de savannes van Centraal-Afrika. Het rijk werd leeggeroofd door slaven, wat leidde tot een snelle vernietiging van het Luba-rijk. In 1889 werd het land door een opvolgingsgeschil in tweeën gesplitst, waarmee een einde kwam aan de eenheidsstaat. Later werd het land toegevoegd aan de Onafhankelijke Congostaat.

## Verder lezen
- Reefe, Thomas Q. (1981). The Rainbow and the Kings: A History of the Luba Empire to 1891. University of California Press, Berkeley. ISBN 9780520041400.
- Juengst, Daniel African art, women, history: the Luba people of central Africa. Created and produced by Linda Freeman; executive producer, Lorraine E. Hall; written and directed by David Irving; narrated by Dr. Mary Nooter Roberts. Chappaqua, NY: L & S Video, 1998. [Video recording]
- Bantje, Han. Kaonde song and ritual: La musique et son role dans la vie sociale et rituelle Luba. Tervuren: Musee royal de l'Afrique centrale, 1978.
- Bateman, Charles Somerville Latrobe. The first ascent of the Kasai: being some records of service under the Lone Star. New York: Dodd, Mead & Company, 1889.
- Bleakley, Robert. Baluba Mask. New York: St. Martin Press, 1978.
- Bonnke, Reinhard. Church report, Mbuji-Mayi, Zaire. Laguna Hills, CA: Reinhard Bonnke Ministries, 1980-89? [Video recording]
- Brown, H.D. "The Nkumu of the Tumba: ritual chieftainship on the middle Congo". Africa, v. 14 (1944).
- Burton, William Frederick P. God working with them: being eighteen years of Congo evangelistic mission history. London: Victory Press, 1938.
- Burton, William Frederick P. Luba religion and magic in custom and belief. Tervuren: Musee Royal de l’Afrique Centrale, 1961.
- Elisofon, Eliot. Baluba. New York: Frederic A. Praeger, 1958.
- Traditions, changement, histoire: Les "Somba" du Dahomey,  Septentrional. Paul Mercier. Paris: Editions Anthro-pos Paris,  1968. xiii + 538 pp.
- Caeneghem, Van R. " Memoire De l’Institut Royal Colonial Belge, Classe des Sciences Morales et politiques." Godsbegrip der Baluba van Kasai. Vol. XXII. Brussels: n.p., 1954. N. pag. Print. 8.
- Bortolot, Alexander Yves. "Kingdoms of the Savanna: The Luba and Lunda Empires." In Heilbrunn Timeline of Art History. New York: Metropolitan Museum of Art, 2000. Print.